# Tres Cabrones
Tres Cabrones (рус. три мерзавца) — девятнадцатый студийный альбом американской сладж-метал-группы Melvins, который был издан в 2013 году на лейбле Ipecac Recordings.

## Об альбоме
Это первое появление одного из альтернативных составов (Melvins 1983) с первым барабанщиком и основателем группы Майком Диллардом и текущим барабанщиком Дейлом Кровером в качестве бас-гитариста.

## Список композиций
| №   | Название                                           | Длительность |
| --- | -------------------------------------------------- | ------------ |
| 1.  | «Dr. Mule»                                         | 4:19         |
| 2.  | «City Dump»                                        | 3:30         |
| 3.  | «American Cow»                                     | 3:42         |
| 4.  | «Tie My Pecker to a Tree (traditional)»            | 1:03         |
| 5.  | «Dogs and Cattle Prods»                            | 8:58         |
| 6.  | «Psycho-Delic Haze»                                | 4:11         |
| 7.  | «99 Bottles of Beer (traditional)»                 | 1:18         |
| 8.  | «I Told You I Was Crazy»                           | 6:54         |
| 9.  | «Stump Farmer»                                     | 2:22         |
| 10. | «You're in the Army Now (traditional)»             | 1:10         |
| 11. | «Walter's Lips (The Lewd cover)»                   | 3:12         |
| 12. | «Stick Em' Up Bitch (King B and Pop-O-Pies cover)» | 4:14         |

## Над альбомом работали

### Участники группы
- Базз Осборн — гитара, вокал
- Дейл Кровер — басс
- Майк Диллард — ударные

### Приглашённые музыканты
- Тоши Касаи — омникорд, мини-пианино, звукорежиссура

### Прочие
- Джон Голден — мастеринг
- Маки Осборн — дизайн обложки альбома